# Gilbert Paquette
Pour les articles homonymes, voir Paquette.
Gilbert Paquette (Montréal, 19 octobre 1942 - ) est un chercheur universitaire et un homme politique québécois.
Ministre de la Science et de la Technologie dans le gouvernement de René Lévesque de 1982 à 1984, il est professeur émérite de l'Université TÉLUQ et chercheur à l'Institut de recherche sur l'ingénierie cognitive et les environnements de formation (LICEF), qu'il a fondé en 1992, et ex-président des Organisations unies pour l'indépendance du Québec (autrefois Conseil de la souveraineté du Québec) jusqu'en septembre 2015.

## Parcours académique
Gilbert Paquette étudia d'abord aux écoles Saint-Pierre-Claver et Saint-Stanislas sur le Plateau Mont-Royal à Montréal. Il obtint un baccalauréat en mathématiques en 1964, une maîtrise en logique mathématique en 1965, et une maîtrise en informatique en 1970, de l'Université de Montréal. De 1965 à 1969, il fut professeur et directeur du département de mathématique au Cégep de Maisonneuve, puis coordonnateur provincial des mathématiques pour les cégeps du Québec de 1968 à 1970. Il est président de l'Association des mathématiciens du Québec de 1970 à 1973. Professeur de didactique et de mathématiques à l'Université du Québec à Montréal (UQÀM) de 1970 à 1976, il met sur pied le programme PERMAMA (perfectionnement des maîtres en mathématiques) qui deviendra le premier programme de la nouvelle Université TÉLUQ créée en 1972.
Professeur à l'Université TÉLUQ et à l'UQÀM à compter de 1985, à son retour de l'Assemblée nationale, il obtint un doctorat en informatique de l'Université du Maine (France) en 1991. Il a été par la suite :
- fondateur en 1992 du Laboratoire de recherche en informatique cognitive et environnements de formation (LICEF) de la Télé-université, devenu depuis l'Institut de recherche LICEF ;
- président de Canal Savoir, le réseau de télévision éducative du Québec, de 1996 à 2003 ;
- fondateur et premier directeur du Centre inter-universitaire sur les technologies d'apprentissage  de 2001 à 2005 ;
- titulaire de la Chaire de recherche du Canada en ingénierie cognitive et éducative de 2001 à 2015 ;
- directeur du réseau pan canadien de recherche LORNET sur les technologies d'apprentissage, de 2003 à 2008.

Durant cette période, il a poursuivi plusieurs projets de recherche-développement stratégiques dans les domaines de la modélisation des connaissances, de l'ingénierie pédagogique et de la formation à distance, ainsi que sur les applications du Web sémantique à la formation et à la gestion des connaissances dans les organisations et à la formation.
Gilbert Paquette a publié ou coordonné cinq livres sur l'ingénierie pédagogique pour l'apprentissage en réseau et sur la modélisation des connaissances et des compétences.
- Apprendre et enseigner sur le Web - Quelle ingénierie pédagogique ? Paquette, Gilbert, Josianne Basque et France Henri (Dir). Université TÉLUQ et PUQ, 566 pages, 2022
- Visual Knowledge and Competency Modeling – From Informal Learning Models to Semantic Web Ontologies. IGI Global. 463 pages, 2010
- Instructional Engineering for Network-Based Learning. Pfeiffer/Wiley Publishing Co, 262 pages, San Francisco, CA, 2004 (traduit en mandarin)
- L’ingénierie du télé-apprentissage, pour construire l’apprentissage en réseaux, 450 pp, Presses de l’Université du Québec, mai 2002.
- Modélisation des connaissances et des compétences, pour concevoir et apprendre, 357 pp, Presses de l’Université du Québec, mai 2002.

Auparavant, il avait publié en collaboration trois autres livres: Les systèmes à base de connaissances (1991), L'intelligence artificielle-comprendre et prolonger l'intelligence humaine (1989) et Langages et théories axiomatiques (1970). Il est aussi auteur depuis 2001 de plus d'une trentaine de chapitres de livres, d'une soixantaine d'articles de revues scientifiques ou de conférences avec comités de lectures et de plus de 80 conférence invitées au Québec et dans d'autres pays. Il participe au comité scientifique de six revues, trois en France, une aux États-Unis et deux au Canada. Il a aussi fondé deux entreprises dérivées pour valoriser ses travaux de recherche, Micro-Intel (1987-1991) et Cogigraph (1999-2015). Il a aussi été cadre supérieur, comme directeur des services académiques et technologiques (DSAT; 2004-2008) de la Télé-université.
Le 21 novembre 2007, il a reçu à Paris, en Sorbonne, un doctorat Honoris Causa de l'Université Pierre et Marie Curie.

## Parcours politique
Militant du Parti québécois depuis ses débuts, Gilbert Paquette a exercé différentes fonctions au sein de ce parti. Président du Parti québécois dans Rosemont et dans la région de Montréal-Centre, et membre de l'exécutif national du parti de 1972 à 1974. Candidat du Parti québécois défait dans Rosemont en 1973. Il est élu député de Rosemont à l'Assemblée nationale du Québec le 15 novembre 1976.
Pendant la période 1973-1976, il coordonne un front commun sur la restructuration scolaire à Montréal regroupant une trentaine d’organismes et il rédige le premier programme du Mouvement de démocratisation scolaire (MDS). Il est membre du Conseil d’administration de Québec-Presse. Il participe à la fondation du RCM (Rassemblement des citoyens de Montréal). Comme conseiller au programme du Parti québécois à l’exécutif national il coordonne les travaux de deux Congrès nationaux et prépare des outils de formation pour les militant-es. Il est aussi membre du comité national de stratégie de la campagne électorale de 1973. Pour gagner l'investiture du Parti québécois dans son comté de Rosemont, il doit affronter un candidat de taille, Yves Michaud et sera élu comme candidat du parti  puis comme député de Rosemont à l'Assemblée nationale.
À la suite de son élection en 1976 dans le comté de Rosemont, il bloque un projet de Centre d'achat et met en route un projet résidentiel sur le vaste terrain des usines Angus. Il réalise le sauvetage du Centre Paul Sauvé et du Centre communautaire l'Entre-gens. À l'Assemblée nationale, il préside le groupe de travail de députés sur la loi 101 avec Camille Laurin. Il participe aux travaux sur l'assurance automobile, la politique scientifique et le document de politique économique "Le Virage Technologique". À l'approche de 1980, il multiplie les interventions pour hâter la tenue du référendum sur la souveraineté du Québec. Avec Jean-Pierre Charbonneau, il publie une livre, L'Option, un livre attendu qui aura un impact comme best-seller en première place de la catégorie "essais" pendant 14 semaines. Par la suite, Gilbert Paquette est nommé par le premier ministre Lévesque comme membre du comité de stratégie de la campagne référendaire de 1980. Au cours de la campagne il participera à de nombreux débats au Québec et au Canada anglais.
Après la défaite référendaire de 1980, il est réélu en 1981 comme député de Rosemont. Il est nommé adjoint parlementaire du ministre de l'Éducation Camille Laurin jusqu'au 9 septembre 1982. Ministre délégué de la Science et de la Technologie dans le cabinet Lévesque du 9 septembre 1982 au 18 août 1983, et ministre de la Science et de la Technologie du 18 août 1983 au 26 novembre 1984. Il démissionne de son poste en compagnie de six autres ministres, le 26 novembre 1984, pour protester contre la stratégie du « beau risque » proposée par le premier ministre. Il quitte le caucus péquiste et complète son mandat comme député indépendant à compter du 12 mars 1985. En raison de problèmes de santé, il ne se représente pas en 1985.
Au cours de la période 1980-1985, il participe au comité d'orientation du congrès du PQ de 1981 et adopte la position suivante : une élection pour réaliser la souveraineté suivie d’une ratification par référendum (position réaffirmée en 1984 dans le texte collectif « la nécessaire souveraineté ») mais qui n'est pas retenue par le Gouvernement. Il préside ensuite un comité d'orientation budgétaire qui s'oppose aux orientations des ministres Parizeau et Bérubé en publiant un texte: Faire face à la crise budgétaire de façon social-démocrate. Il publie également un article de fond: Comment le PQ fera l’indépendance : renoncer aux subtilités stratégiques, faire la prochaine élection sur l’indépendance. En réaction à la crise économique qui sévit à ce moment, il publie un autre texte d’orientation : Le PQ devant la crise : la souveraineté politique, outil de développement économique.
Nommé en septembre 1982 comme Ministre de la Science et de la Technologie, il devient responsable d'appliquer la politique scientifique du Québec et l'énoncé de politique "Le virage Technologique". Il met en route plusieurs politiques d'envergure: micro-ordinateurs dans les écoles, Centres de recherche, Agence québécoise de valorisation de la recherche (AQVIR), centres spécialisés dans les CEGEP, programme de soutien à l’emploi scientifique dans les entreprises, crédit d'impôt à la recherche développement, projet de Maison des sciences et des techniques. Ces initiatives amène le Devoir du 30 décembre à titrer "La technologie est passée au rang d'enjeu."
Vers 1984, une partie du Conseil des ministres souhaite remiser de nouveau le combat indépendantiste au placard en vue de la prochaine élection. Le 27 octobre Gilbert Paquette prend position: Si l’option du PQ est écartée, un nouveau parti souverainiste naîtra. Avec 11 autres ministres, il signe un appel au premier ministre. Le texte de compromis intitulé La nécessaire souveraineté, propose que la prochaine élection porte sur un politique de l'emploi et le rapatriement des pouvoirs d'Ottawa qui permettraient de la réaliser. Le premier ministre ayant rejeté ce compromis pour opter pour la stratégie  du « beau risque » du fédéralisme renouvelé, il remet sa démission en compagnie de Jacques Parizeau, Camille Laurin, quatre autres ministres et trois députés. Sa déclaration personnelle s'intitule "Je démissionne de la démission". Par la suite, il fera une tournée des associations de comtés du Parti québécois pour convaincre les militants de la position des ministres et députés démissionnaires. Le PQ ayant maintenu sa position, il sera l'un des membres fondateurs du Rassemblement démocratique pour l'indépendance qui décide de poursuivre quand même la promotion de l'indépendance. Le RDI contribuera plus tard au retour de Jacques Parizeau à la tête du Parti québécois.
De 1990 à 2005, il se concentre sur ses activités académiques tout en participant comme militant aux campagnes électorales et à la campagne référendaire de 1995. Il signe également quelques articles de fond. Le 18 août 2005, il se porte candidat à la direction du Parti québécois à la suite du départ de Bernard Landry. Il abandonne la course le 10 novembre, quelques jours à peine avant le vote et demande à ses partisans d'appuyer Pauline Marois dans une tentative pour contrer l'élection d'André Boisclair.
De 2007 à 2012, il est vice-président, puis président des Intellectuels pour la souveraineté (IPSO). Il publie en 2008 un livre, La nécessaire alliance, dans lequel il analyse la démarche du mouvement indépendantiste et propose une nouvelle approche "rapatriement ou souveraineté" pour l'accession du Québec à la souveraineté. En 2011, il met sur pied le réseau Cap sur l'indépendance qui regroupe une trentaine d'organisations indépendantistes de la société civile. Au printemps 2012, il coordonne l'édition de L'indépendance maintenant, un ouvrage collectif des IPSO dans lequel il signe trois chapitres dont un en collaboration avec le constitutionnaliste André Binette sur l'accession à la souveraineté. En parallèle, il joue un rôle central dans le démarrage des États généraux sur la souveraineté en produisant, avec les membres de la Commission, le document d'analyse des blocages du régime fédéral: Québec province ou pays ? puis il assure une partie de la rédaction et l'édition d'un volume synthèse intitulé Forger notre avenir. Il préside le Conseil de la souveraineté du Québec depuis 2012 dont il a réalisé la transformation et l'ouverture à l'ensemble des organisations de la société civile sous le nom des Organisations unies pour l'indépendance du Québec (OUI-Québec), créée le 8 décembre 2014.
Il est le premier président des OUI-Québec jusqu'en septembre 2015, poste qu'il quitte pour devenir candidat dans LaSalle—Émard—Verdun pour le Bloc québécois lors des élections fédérales de 2015. Avec 17,05 % des suffrages, il est devancé par la députée néodémocrate sortante Hélène LeBlanc (28,95 %) et le libéral David Lametti (43,9 %). Il a été membre du Conseil d'administration des OUI-Québec jusqu'en avril 2019. En mars 2018, il devenait vice-président national du Bloc Québécois, il sera réélu à ce poste en aout 2018 où il sera chargé de rédiger la synthèse du programme de ce parti. Il quittera cette fonction le 17 mars 2019, lors du Congrès de Refondation du Bloc québécois où le programme politique du parti, auquel il a largement contribué, sera adopté. 
À partir d'août 2019, il milite à ce jour comme président du Mouvement Québec Indépendant (MQI) qu'il a contribué à fonder avec Martine Ouellet, ex-cheffe du Bloc québécois. Il est coéditeur et rédacteur en chef du magazine du mouvement OUI Je le veux! Il est aussi membre du conseil d'administration de L'action nationale, ainsi que du conseil d'administration du Mouvement laïque québécois.
Le fonds d’archives de Gilbert Paquette est conservé au centre d’archives de Québec de la Bibliothèque et Archives nationales du Québec.
Il a aussi publié ou coordonné plusieurs ouvrages politiques :
- L'Option, 1979, Jean-Pierre Charbonneau et Gilbert Paquette, Édition de l'Homme
- La nécessaire alliance, 2008, Gilbert Paquette, Éditions Les Intouchables
- L'indépendance maintenant[4], 2010, Gilbert Paquette, André Binette, Ercilia Palladio-Quintin (Éditeurs) , Éditions Michel Brulé
- Forger notre avenir - Bilan des États généraux sur la souveraineté[5], 2014, Gilbert Paquette (Éditeur), Les éditions du renouveau québécois.
- Un pays en tête, 2017, Gilbert Paquette, Les éditions du renouveau québécois.
- Le sens du pays - Refonder le Combat indépendantiste, 2020, Gilbert Paquette, Éditions LIBER.

## Distinctions
- 2007 : Docteur honoris causa, Université Pierre-et-Marie-Curie (UPMC)[6].